# 2014 în cinematografie
- 2013 în cinematografie — 2014 în cinematografie — 2015 în cinematografie

## Premiere românești
| Dată premieră      | Titlu  | Studio                       | Regizor         | Distribuție                                      | Gen     | Ref   |
| 26 septembrie 2014 | Planșa | DaKINO Production; Diud Film | Andrei Gheorghe | Olimpia Melinte, Silvian Vâlcu, Marian Adochiței | Romance | [ 1 ] |

## Premiere

### Ianuarie-Martie
| Premiera          | Premiera | Titlu                                | Studio                                                    | Distribuție, echipa tehnică | Gen                                | Ref.          |
| ----------------- | -------- | ------------------------------------ | --------------------------------------------------------- | --- | ---------------------------------- | ------------- |
| I A N U A R I E   | 3        | Paranormal Activity: The Marked Ones | Paramount Pictures                                        | Christopher B. Landon (regizor/scenariu); Andrew Jacobs, Richard Cabral, Carlos Pratts, Gabrielle Walsh | Horror                             | [ 2 ]         |
| I A N U A R I E   | 8        | Yves Saint Laurent                   | Canal+                                                    | Jalil Lespert (regizor/scenariu); Jacques Fieschi, Jérémie Guez, Marie-Pierre Huster (scenariu); Pierre Niney, Guillaume Gallienne, Laura Smet, Marie de Villepin, Nikolai Kinski, Anne Alvaro | Biography drama film               | [ 3 ]         |
| I A N U A R I E   | 10       | Dumbbells                            | GoDigital                                                 | Christopher Livingston (regizor); Brian Drolet, Hoyt Richards (scenariu); Brian Drolet, Hoyt Richards, Mircea Monroe, Taylor Cole, Michael Bower, Jaleel White, Jay Mohr, Carl Reiner, Tom Arnold, Nancy Olson, Frenchie Davis, Andy Milonakis, Olivia Taylor Dudley, Valery M. Ortiz, Fabio | Comedy                             | [ 4 ]         |
| I A N U A R I E   | 10       | Raze                                 | IFC Films                                                 | Josh C. Waller (regizor/scenariu); Robert Beaucage, Kenny Gage (scenariu); Zoë Bell, Rachel Nichols, Sherilyn Fenn, Tracie Thoms, Rosario Dawson, Doug Jones, Adrienne Wilkinson, Bruce Thomas | Action, Horror                     | [ 5 ]         |
| I A N U A R I E   | 10       | The Legend of Hercules               | Summit Entertainment                                      | Renny Harlin (regizor/scenariu); Daniel Giat, Giulio Steve, Sean Hood (scenariu); Kellan Lutz, Gaia Weiss, Scott Adkins, Roxanne McKee, Liam Garrigan, Liam McIntyre, Rade Serbedzija | Action, Adventure                  | [ 6 ]         |
| I A N U A R I E   | 17       | Devil's Due                          | 20th Century Fox                                          | Radio Silence (regizor); Lindsay Devlin, Zoe Green (scenariu); Zach Gilford, Allison Miller, Robert Belushi, Sam Anderson, Aimee Carrero, Vanessa Ray, Colin Walker | Horror, Thriller                   | [ 7 ]         |
| I A N U A R I E   | 17       | Freezer                              | Anchor Bay Films                                          | Mikael Salomon (regizor); Tom Doganoglu, Shane Weisfeld (scenariu); Dylan McDermott, Peter Facinelli, Yuliya Snigir | Thriller                           | [ 8 ]         |
| I A N U A R I E   | 17       | G.B.F.                               | Vertical Entertainment                                    | Darren Stein (regizor); George Northy (scenariu); Sasha Pieterse, Michael J. Willett, Andrea Bowen, Xosha Roquemore, JoJo, Paul Iacono, Molly Tarlov, Natasha Lyonne, Evanna Lynch, Megan Mullally | Comedy                             | [ 9 ]         |
| I A N U A R I E   | 17       | Jack Ryan: Shadow Recruit            | Paramount Pictures / Skydance Productions                 | Kenneth Branagh (regizor); David Koepp, Adam Cozad, Anthony Peckham, Steve Zaillian, Takeshi Kitano (scenariu); Chris Pine, Kevin Costner, Keira Knightley, Kenneth Branagh, Nonso Anozie | Action, Adventure, Thriller        | [ 10 ]        |
| I A N U A R I E   | 17       | Life of a King                       | Millennium Films                                          | Jake Goldberger (regizor/scenariu); David Scott, Dan Wetzel (scenariu); Cuba Gooding, Jr., Dennis Haysbert, Lisa Gay Hamilton, Malcolm Mays, Richard T. Jones, Paula Jai Parker, Jordan Calloway | Drama                              | [ 11 ]        |
| I A N U A R I E   | 17       | Ride Along                           | Universal Studios                                         | Tim Story (regizor); Greg Coolidge, Jason Mantzoukas, Phil Hay, Matt Manfredi (scenariu); Ice Cube, Kevin Hart, John Leguizamo, David Banner, Bryan Callen, Bruce McGill, Tika Sumpter, Gary Owen, Laurence Fishburne | Action, Comedy                     | [ 12 ]        |
| I A N U A R I E   | 17       | The Nut Job                          | Open Road Films / The Weinstein Company                   | Peter Lepeniotis (regizor/scenariu); Lorne Cameron (scenariu); Will Arnett, Katherine Heigl, Liam Neeson, Brendan Fraser, Gabriel Iglesias, Stephen Lang, Maya Rudolph, Sarah Gadon, Jeff Dunham | Family, Comedy, Action             | [ 13 ]        |
| I A N U A R I E   | 21       | Knights of Badassdom                 | Roadside Attractions                                      | Joe Lynch (regizor); Kevin Dreyfuss, Matt Wall (scenariu); Peter Dinklage, Steve Zahn, Ryan Kwanten, Summer Glau, Margarita Levieva, Jimmi Simpson, Danny Pudi, Douglas Tait | Comedy, Horror                     | [ 14 ]        |
| I A N U A R I E   | 24       | Gimme Shelter                        | Roadside Attractions                                      | Ron Krauss (regizor/scenariu); Vanessa Hudgens, Rosario Dawson, Brendan Fraser, James Earl Jones, Emily Meade, Stephanie Szostak, Ann Dowd | Drama                              | [ 15 ]        |
| I A N U A R I E   | 24       | I, Frankenstein                      | Lionsgate                                                 | Stuart Beattie (regizor/scenariu); Kevin Grevioux (scenariu); Aaron Eckhart, Yvonne Strahovski, Bill Nighy, Miranda Otto, Jai Courtney, Aden Young, Kevin Grevioux, Socratis Otto, Mahesh Jadu, Caitlin Stasey | Action, Fantasy, Science Fiction   | [ 16 ]        |
| I A N U A R I E   | 31       | Labor Day                            | Paramount Pictures                                        | Jason Reitman (regizor/scenariu); Kate Winslet, Josh Brolin, Gattlin Griffith, Tobey Maguire | Drama                              | [ 17 ]        |
| I A N U A R I E   | 31       | That Awkward Moment                  | Focus Features                                            | Tom Gormican (regizor/scenariu); Zac Efron, Michael B. Jordan, Miles Teller, Imogen Poots, Jessica Lucas, Mackenzie Davis | Comedy, Romance                    | [ 18 ]        |
| I A N U A R I E   | 31       | The Monkey King                      | China Film Group                                          | Cheang Pou-soi (regizor); Szeto Kam-Yuen (scenariu); Donnie Yen, Chow Yun-fat, Aaron Kwok, Joe Chen, Peter Ho, Kelly Chen, Zhang Zilin, Gigi Leung, Louis Fan, Him Law | Fantasy, Action                    | [ 19 ]        |
| I A N U A R I E   | 31       | Tim's Vermeer                        | Sony Pictures Classics                                    | Teller (regizor); Tim Jenison | Documentary                        | [ 20 ]        |
| F E B R U A R I E | 7        | Nurse 3D                             | Lionsgate                                                 | Doug Aarniokoski (regizor); David Loughery (scenariu); Paz de la Huerta, Katrina Bowden, Corbin Bleu, Boris Kodjoe, Adam Herschman | Horror, Thriller                   | [ 21 ]        |
| F E B R U A R I E | 7        | The Lego Movie                       | Warner Bros.                                              | Phil Lord, Chris Miller (directors/screenplay); Chris Pratt, Will Ferrell, Elizabeth Banks, Will Arnett, Nick Offerman, Alison Brie, Charlie Day, Liam Neeson, Morgan Freeman, Cobie Smulders, Jonah Hill, Will Forte, Channing Tatum, Dave Franco, Jake Johnson, Jorma Taccone, Anthony Daniels, Billy Dee Williams | Action, Adventure, Comedy, Family  | [ 22 ]        |
| F E B R U A R I E | 7        | The Monuments Men                    | Columbia Pictures / 20th Century Fox                      | George Clooney (regizor/scenariu); Grant Heslov (scenariu); George Clooney, Matt Damon, Bill Murray, John Goodman, Jean Dujardin, Bob Balaban, Hugh Bonneville, Cate Blanchett | Drama, War                         | [ 23 ]        |
| F E B R U A R I E | 7        | The Pretty One                       | Provenance Pictures / RCR Pictures                        | Jenée LaMarque (regizor/scenariu); Zoe Kazan, Jake Johnson, Ron Livingston, Sterling Beaumon, John Carroll Lynch | Comedy, Drama                      | [ 24 ]        |
| F E B R U A R I E | 7        | Vampire Academy                      | The Weinstein Company                                     | Mark Waters (regizor); Dan Waters (scenariu); Zoey Deutch, Lucy Fry, Danila Kozlovsky, Gabriel Byrne, Dominic Sherwood, Olga Kurylenko, Sarah Hyland, Cameron Monaghan, Sami Gayle, Ashley Charles, Claire Foy, Joely Richardson, Shelley Longworth | Action, Romance                    | [ 21 ]        |
| F E B R U A R I E | 12       | Beauty and the Beast                 | Pathé / Babelsberg Studio                                 | Christophe Gans (regizor/scenariu); Sandra Vo-Anh (scenariu); Vincent Cassel, Léa Seydoux, André Dussollier, Eduardo Noriega, Yvonne Catterfeld | Romantic fantasy film              | [ 25 ]        |
| F E B R U A R I E | 12       | Les Trois Frères, le retour          | Pan-Européenne / Wild Bunch                               | Didier Bourdon (director/screenplay/producer/actor); Bernard Campan (director/screenplay/producer/actor); Pascal Légitimus (producer/actor); Philippe Godeau (producer); Biyouna, Philippine Leroy-Beaulieu, Alison Wheeler | Comedy                             | [ 26 ]        |
| F E B R U A R I E | 12       | RoboCop                              | MGM / Columbia Pictures                                   | José Padilha (regizor); Josh Zetumer, Nick Schenk (scenariu); Joel Kinnaman, Gary Oldman, Michael Keaton, Samuel L. Jackson, Jackie Earle Haley, Jay Baruchel, Abbie Cornish, Jennifer Ehle, Michael Kenneth Williams, Aimee Garcia, John Paul Ruttan, Marianne Jean-Baptiste | Action, Adventure, Science Fiction | [ 27 ]        |
| F E B R U A R I E | 14       | About Last Night                     | Screen Gems                                               | Steve Pink (regizor); Leslye Headland (scenariu); Kevin Hart, Regina Hall, Michael Ealy, Joy Bryant, Paula Patton, Christopher McDonald | Comedy, Romance                    | [ 28 ]        |
| F E B R U A R I E | 14       | Endless Love                         | Universal Studios                                         | Shana Feste (regizor/scenariu); Josh Safran (scenariu); Alex Pettyfer, Gabriella Wilde, Robert Patrick, Bruce Greenwood, Rhys Wakefield, Dayo Okeniyi, Emma Rigby, Joely Richardson | Romance                            | [ 29 ]        |
| F E B R U A R I E | 14       | Winter's Tale                        | Warner Bros.                                              | Akiva Goldsman (regizor/scenariu); Colin Farrell, Russell Crowe, Jessica Brown Findlay, Jennifer Connelly, Will Smith, Matt Bomer, William Hurt, Eva Marie Saint | Drama, Fantasy                     | [ 30 ]        |
| F E B R U A R I E | 21       | 3 Days to Kill                       | Relativity Media                                          | McG (regizor); Luc Besson, Adi Hasak (scenariu); Kevin Costner, Hailee Steinfeld, Amber Heard, Connie Nielsen | Action, Thriller                   | [ 31 ]        |
| F E B R U A R I E | 21       | Barefoot                             | WhiteFlame Productions / Roadside Attractions             | Andrew Fleming (regizor); Stephen Zotnowski (scenariu); Evan Rachel Wood, Scott Speedman, Treat Williams, Kate Burton, J. K. Simmons | Romantic comedy, Drama             | [ 32 ]        |
| F E B R U A R I E | 21       | Elaine Stritch: Shoot Me             | Sundance Selects                                          | Chiemi Karasawa (regizor); Elaine Stritch | Documentary                        | [ 33 ]        |
| F E B R U A R I E | 21       | In Secret                            | Roadside Attractions                                      | Charlie Stratton (regizor/scenariu); Tom Felton, Elizabeth Olsen, Oscar Isaac, Jessica Lange, Matt Lucas, Shirley Henderson | Drama, Erotic                      | [ 30 ]        |
| F E B R U A R I E | 21       | Pompeii                              | TriStar Pictures / FilmDistrict                           | Paul W. S. Anderson (regizor/scenariu); Lee Batchler, Janet Scott Batchler, Michael Robert Johnson, Julian Fellowes (scenariu); Kit Harington, Emily Browning, Jared Harris, Kiefer Sutherland, Carrie-Anne Moss, Adewale Akinnuoye-Agbaje, Jessica Lucas, Paz Vega and Joe Pingue | Action, Adventure, Historical Epic | [ 34 ]        |
| F E B R U A R I E | 22       | Vengeance                            | ITN Productions / Freak Show Entertainment                | Gil Medina (regizor/scenariu); Danny Trejo, Jason Mewes, 50 Cent, Donal Logue, Noel Gugliemi, Dallas Page, Tech N9ne, Savannah Ostler, Rashad Evans, Baby Bash, Monika Zajac, Anna Colona, Yogi Roth, Houston Alexander, Zion Simmons | Action, Crime, Drama               | [ 35 ]        |
| F E B R U A R I E | 26       | Supercondriaque                      | Pathé                                                     | Dany Boon (director/screenplay/actor); Alice Pol, Kad Merad, Jean-Yves Berteloot, Marthe Villalonga, Valérie Bonneton | Comedy                             | [ 36 ]        |
| F E B R U A R I E | 28       | Non-Stop                             | Universal Pictures                                        | Jaume Collet-Serra (regizor); Christopher Roach, John W. Richardson (scenariu); Liam Neeson, Julianne Moore, Lupita Nyong'o, Nate Parker, Michelle Dockery, Scoot McNairy, Bar Paly | Thriller                           | [ 37 ] [ 38 ] |
| F E B R U A R I E | 28       | Repentance                           | Lionsgate Films                                           | Philippe Caland (regizor/scenariu); Shintaro Shimosawa (scenariu); Forest Whitaker, Anthony Mackie, Mike Epps, Nicole Ari Parker, Sanaa Lathan | Psychological thriller             | [ 39 ]        |
| F E B R U A R I E | 28       | Son of God                           | 20th Century Fox / Lightworkers Media                     | Christopher Spencer (regizor/scenariu); Richard Bedser, Colin Swash, Nic Young (scenariu); Diogo Morgado, Roma Downey, Greg Hicks, Darwin Shaw, Sebastian Knapp, Amber Rose Revah, Andrew Brooke, Louise Delamere, Adrian Schiller, Matthew Gravelle | Biblical                           | [ 37 ]        |
| M A R T I E       | 7        | 300: Rise of an Empire               | Warner Bros.                                              | Noam Murro (regizor); Zack Snyder, Kurt Johnstad (scenariu); Rodrigo Santoro, Eva Green, Sullivan Stapleton, David Wenham, Lena Headey, Jack O'Connell, Andrew Tiernan, Callan Mulvey, Yigal Naor, Hans Matheson | Action, Fantasy                    | [ 40 ]        |
| M A R T I E       | 7        | Mr. Peabody & Sherman                | 20th Century Fox / DreamWorks Animation                   | Rob Minkoff (regizor); Craig Wright (scenariu); Ty Burrell, Max Charles, Stephen Colbert, Allison Janney, Ariel Winter, Stephen Tobolowsky, Leslie Mann, Stanley Tucci, Mel Brooks, Patrick Warburton, Lake Bell, Zach Callison, Dennis Haysbert | Comedy, Science Fiction, Family    | [ 41 ]        |
| M A R T I E       | 7        | The Grand Budapest Hotel             | Fox Searchlight Pictures                                  | Wes Anderson (regizor/scenariu); Ralph Fiennes, Tony Revolori, F. Murray Abraham, Mathieu Amalric, Adrien Brody, Willem Dafoe, Jeff Goldblum, Jude Law, Bill Murray, Edward Norton, Saoirse Ronan, Jason Schwartzman, Léa Seydoux, Tilda Swinton, Tom Wilkinson, Owen Wilson | Comedy                             | [ 42 ]        |
| M A R T I E       | 7        | Exists                               | Lionsgate                                                 | Eduardo Sánchez (regizor); Jamie Nash (scenariu); Chris Osborn, Dora Madison Burge, Roger Edwards, Samuel Davis, Denise Williamson, Brian Steele | Horror, Thriller                   | [ 43 ]        |
| M A R T I E       | 8        | Starry Eyes                          | Snowfort Pictures / Parallactic Pictures / Dark Sky Films | Kevin Kölsch, Dennia Widmyer (directors/screenplay); Alex Essoe, Amanda Fuller, Noah Segan | Horror                             | [ 44 ]        |
| M A R T I E       | 12       | Fiston                               | uFilm / Monkey Pack Films                                 | Pascal Bourdiaux (regizor); Daive Cohen (scenariu); Franck Dubosc, Kev Adams, Nora Arnezeder, Valérie Benguigui, Helena Noguerra | Comedy                             | [ 45 ]        |
| M A R T I E       | 14       | Better Living Through Chemistry      | Samuel Goldwyn Films                                      | David Posamentier/Geoff Moore (regizor/scenariu); Sam Rockwell, Olivia Wilde, Michelle Monaghan, Ray Liotta, Ben Schwartz, Ken Howard, Jane Fonda | Comedy, Drama                      | [ 46 ]        |
| M A R T I E       | 14       | Need for Speed                       | Touchstone Pictures / DreamWorks Pictures                 | Scott Waugh (regizor); George Gatins, John Gatins (scenariu); Aaron Paul, Imogen Poots, Dominic Cooper, Harrison Gilbertson, Scott Mescudi, Ramon Rodriguez, Rami Malek, Michael Keaton, Dakota Johnson | Action                             | [ 47 ]        |
| M A R T I E       | 14       | The Single Moms Club                 | Lionsgate                                                 | Tyler Perry (regizor/scenariu); Tyler Perry, William Levy, Nia Long, Amy Smart, Terry Crews, Wendi McLendon-Covey, Zulay Henao, Cocoa Brown, Ryan Eggold, Eddie Cibrian, Marlene Forte | Comedy                             | [ 48 ]        |
| M A R T I E       | 14       | Veronica Mars                        | Warner Bros.                                              | Rob Thomas (regizor/scenariu); Diane Ruggiero (scenariu); Kristen Bell, Percy Daggs III, Jason Dohring, Francis Capra, Martin Starr, Gaby Hoffmann, Jerry O'Connell, Jamie Lee Curtis, Justin Long, James Franco, Ryan Hansen, Tina Majorino, Chris Lowell, Enrico Colantoni, Ken Marino, Krysten Ritter, Max Greenfield, Andrea Estella, Sam Huntington, Christine Lakin, Amanda Noret, Daran Norris, Duane Daniels, Brandon Hillock, Jonathan Chesner, Kevin Sheridan | Mystery, Drama                     | [ 49 ]        |
| M A R T I E       | 21       | Bad Words                            | Focus Features                                            | Jason Bateman (regizor); Andrew Dodge (scenariu); Jason Bateman, Kathryn Hahn, Allison Janney, Ben Falcone, Rachael Harris, Philip Baker Hall | Comedy                             | [ 50 ]        |
| M A R T I E       | 21       | Divergent                            | Summit Entertainment                                      | Neil Burger (regizor); Evan Daugherty, Vanessa Taylor (scenariu); Shailene Woodley, Kate Winslet, Ansel Elgort, Zoe Kravitz, Maggie Q, Jai Courtney, Theo James, Ray Stevenson, Mekhi Phifer, Miles Teller, Ben Lloyd-Hughes, Ben Lamb, Christian Madsen, Amy Newbold, Ashley Judd, Tony Goldwyn | Sci-FI, Action                     | [ 51 ]        |
| M A R T I E       | 21       | Jodorowsky's Dune                    | Sony Pictures Classics                                    | Frank Pavich (regizor); Alejandro Jodorowsky, Michel Seydoux, H. R. Giger, Chris Foss | Documentary                        | [ 52 ]        |
| M A R T I E       | 21       | God's Not Dead                       | Pure Flix Entertainment                                   | Harold Cronk (regizor); Willie Robertson, David A. R. White, Shane Harper, Kevin Sorbo, Korie Robertson, Dean Cain | Family, Drama, Religious           | [ 53 ]        |
| M A R T I E       | 21       | Muppets Most Wanted                  | Walt Disney Pictures                                      | James Bobin (regizor/scenariu); Nicholas Stoller (scenariu); Ricky Gervais, Tina Fey, Ty Burrell, Steve Whitmire, Eric Jacobson, Dave Goelz, Bill Barretta, Matt Vogel, David Rudman, Louise Gold | Musical, Comedy, Family            | [ 54 ]        |
| M A R T I E       | 28       | César Chávez                         | Canana Films / Participant Media                          | Diego Luna (regizor); Keir Pearson (scenariu); Michael Peña, America Ferrera, Rosario Dawson, Yancey Arias, Wes Bentley, Michael Cudlitz, Gabriel Mann, John Malkovich, Mark Moses, Jacob Vargas, Gael García Bernal | Drama                              | [ 55 ]        |
| M A R T I E       | 28       | Noe                                  | Paramount Pictures / Regency Enterprises                  | Darren Aronofsky (regizor/scenariu); Ari Handel, John Logan (scenariu); Russell Crowe, Jennifer Connelly, Douglas Booth, Logan Lerman, Emma Watson, Ray Winstone, Anthony Hopkins, Kevin Durand, Marton Csokas, Mark Margolis, Nick Nolte | Adventure, Drama, Biblical Epic    | [ 56 ]        |
| M A R T I E       | 28       | Sabotage                             | Open Road Films                                           | David Ayer (regizor/scenariu); Skip Woods (scenariu); Arnold Schwarzenegger, Mireille Enos, Sam Worthington, Joe Manganiello, Olivia Williams, Harold Perrineau, Josh Holloway, Terrence Howard, Max Martini | Action                             | [ 57 ]        |
| M A R T I E       | 28       | The Raid 2: Berandal                 | Sony Pictures Classics / Stage 6 Films                    | Gareth Evans (regizor/scenariu); Iko Uwais, Tio Pakusadewo, Arifin Putra, Julie Estelle, Alex Abbad, Roy Marten | Action                             | [ 58 ]        |

### Aprilie–Iunie
| Premiera      | Premiera | Titlu                               | Studio                                           | Distribuție, echipa tehnică | Gen                                        | Ref.   |
| ------------- | -------- | ----------------------------------- | ------------------------------------------------ | --- | ------------------------------------------ | ------ |
| A P R I L I E | 1        | The Pirate Fairy                    | DisneyToon Studios / Prana Studios               | Peggy Holmes (regizor); Mae Whitman, Christina Hendricks, Tom Hiddleston | Animation, Fantasy                         | [ 59 ] |
| A P R I L I E | 4        | Captain America: The Winter Soldier | Marvel Studios                                   | Anthony Russo, Joe Russo (directors); Stephen McFeely, Christopher Markus (scenariu); Chris Evans, Scarlett Johansson, Sebastian Stan, Anthony Mackie, Emily VanCamp, Hayley Atwell, Samuel L. Jackson, Robert Redford, Cobie Smulders, Garry Shandling, Alan Dale, Dominic Cooper, Chin Han, Jenny Agutter, Bernard White, Frank Grillo, Georges St-Pierre, Toby Jones, Maximilliano Hernandez | Action, Thriller                           | [ 60 ] |
| A P R I L I E | 4        | Under the Skin                      | A24 Films                                        | Jonathan Glazer (regizor/scenariu); Walter Campbell (scenariu); Scarlett Johansson | Sci-fi, thriller                           | [ 61 ] |
| A P R I L I E | 11       | Draft Day                           | Summit Entertainment                             | Ivan Reitman (regizor); Rajiv Joseph, Scott Rothman (scenariu); Kevin Costner, Frank Langella, Jennifer Garner, Denis Leary, Ellen Burstyn, Kevin Dunn, Terry Crews, Rosanna Arquette, Sam Elliott, Joe Manganiello, Tom Welling, Chadwick Boseman, W. Earl Brown, Sean Combs, Chi McBride, Josh Pence, Wallace Langham, Arian Foster, Griffin Newman, Timothy Simons                           | Drama, Comedy, Sports                      | [ 62 ] |
| A P R I L I E | 11       | Hateship, Loveship                  | IFC Films                                        | Liza Johnson (regizor); Mark Poirier (scenariu); Kristen Wiig, Hailee Steinfeld, Guy Pearce, Jennifer Jason Leigh, Nick Nolte | Drama                                      | [ 63 ] |
| A P R I L I E | 11       | Oculus                              | Relativity Media                                 | Mike Flanagan (regizor/scenariu); Jeff Howard (scenariu); Karen Gillan, Katee Sackhoff, Brenton Thwaites, James Lafferty, Rory Cochrane | Horror                                     | [ 64 ] |
| A P R I L I E | 11       | Rio 2                               | 20th Century Fox / Blue Sky Studios              | Carlos Saldanha (regizor); Jesse Eisenberg, Anne Hathaway, Leslie Mann, Jemaine Clement, George Lopez, Jamie Foxx, will.i.am, Tracy Morgan, Rodrigo Santoro, Bebel Gilberto, Jake T. Austin, Andy Garcia, Bruno Mars, Kristin Chenoweth, Rita Moreno, Amandla Stenberg, Rachel Crow, Pierce Gagnon                                                                                              | Adventure, Family, Animated Musical        | [ 65 ] |
| A P R I L I E | 18       | A Haunted House 2                   | Open Road Films                                  | Mike Tiddes (regizor); Marlon Wayans, Rick Alvarez (scenariu); Marlon Wayans, Jaime Pressly, Essence Atkins, Cedric the Entertainer, Affion Crockett, Dave Sheridan, Gabriel Iglesias, Ashley Rickards | Comedy                                     | [ 66 ] |
| A P R I L I E | 18       | Bears                               | Disneynature                                     | Keith Scholey, Alastair Fothergill, Adam Chapman (directors) | Documentary                                | [ 67 ] |
| A P R I L I E | 18       | Fading Gigolo                       | Millennium Entertainment                         | John Turturro (regizor/scenariu); John Turturro, Woody Allen, Sharon Stone, Sofia Vergara, Vanessa Paradis, Liev Schreiber | Comedy                                     | [ 68 ] |
| A P R I L I E | 18       | Heaven Is for Real                  | TriStar Pictures                                 | Randall Wallace (regizor/scenariu); Greg Kinnear, Kelly Reilly, Connor Corum, Thomas Haden Church, Jacob Vargas, Nancy Sorel, Lane Styles | Drama                                      | [ 69 ] |
| A P R I L I E | 18       | Make Your Move 3D                   | Lionsgate / CJ E&M Pictures / S.M. Entertainment | Duane Adler (regizor/scenariu); Derek Hough, BoA | Dance, Drama                               | [ 70 ] |
| A P R I L I E | 18       | Transcendence                       | Warner Bros.                                     | Wally Pfister (regizor); Jack Paglen (scenariu); Johnny Depp, Paul Bettany, Rebecca Hall, Kate Mara, Morgan Freeman, Cole Hauser | Sci-Fi, thriller                           | [ 71 ] |
| A P R I L I E | 25       | Brick Mansions                      | Relativity Media                                 | Camille Delamarre (regizor); Luc Besson, Robert Mark Kamen (scenariu); Paul Walker, David Belle, RZA | Action                                     | [ 72 ] |
| A P R I L I E | 25       | The Other Woman                     | 20th Century Fox                                 | Nick Cassavetes (regizor); Melissa Stack (scenariu); Cameron Diaz, Leslie Mann, Nikolaj Coster-Waldau, Kate Upton, Taylor Kinney, Madison McKinley, Nicki Minaj, Don Johnson | Comedy                                     | [ 73 ] |
| A P R I L I E | 25       | The Quiet Ones                      | Lionsgate                                        | John Pogue (regizor/scenariu); Jared Harris, Sam Claflin, Erin Richards, Olivia Cooke, Rory Fleck-Byrne | Horror                                     | [ 74 ] |
| M A I         | 2        | The Amazing Spider-Man 2            | Columbia Pictures / Marvel Studios               | Marc Webb (regizor); James Vanderbilt, Alex Kurtzman, Roberto Orci, Jeff Pinkner (scenariu); Andrew Garfield, Emma Stone, Jamie Foxx, Paul Giamatti, Sarah Gadon, Dane DeHaan, Sally Field, Martin Sheen, Chris Cooper, Denis Leary, Felicity Jones, Brian Haley, Marton Csokas, Colm Feore, B.J. Novak, Chris Zylka, Campbell Scott, Embeth Davidtz                                            | Action, Adventure                          | [ 75 ] |
| M A I         | 2        | Belle                               | Fox Searchlight Pictures                         | Amma Asante (regizor/scenariu); Gugu Mbatha-Raw, Tom Wilkinson, Emily Watson, Sarah Gadon, Penelope Wilton, Miranda Richardson, Tom Felton, Matthew Goode | Drama, Romance                             | [ 76 ] |
| M A I         | 2        | Walk of Shame                       | Focus Features                                   | Steven Brill (regizor/scenariu); James Marsden, Elizabeth Banks, Gillian Jacobs, Bill Burr, Ken Davitian, Willie Garson, Oliver Hudson, Alphonso McAuley, Kevin Nealon, Tig Notaro, Ethan Suplee | Comedy                                     | [ 77 ] |
| M A I         | 9        | Chef                                | Open Road Films                                  | Jon Favreau (regizor/scenariu); Jon Favreau, Sofia Vergara, Scarlett Johansson, John Leguizamo, Robert Downey Jr., Dustin Hoffman, Bobby Cannavale, Garry Shandling, Oliver Platt, Amy Sedaris | Comedy                                     | [ 78 ] |
| M A I         | 9        | Legends of Oz: Dorothy's Return     | Clarius Entertainment                            | Daniel St. Pierre (regizor); Randi Barnes, Adam Balsam, Barry Glasser (scenariu); Lea Michele, Martin Short, Jim Belushi, Dan Aykroyd, Kelsey Grammer, Megan Hilty, Hugh Dancy, Oliver Platt, Patrick Stewart, Bernadette Peters | Family                                     | [ 79 ] |
| M A I         | 9        | Moms' Night Out                     | TriStar Pictures                                 | Andrew Erwin and Jon Erwin (directors); Sarah Drew, Trace Adkins, Sean Astin, Patricia Heaton, David Hunt, Alex Kendrick | Comedy                                     | [ 80 ] |
| M A I         | 9        | Neighbors                           | Universal Studios                                | Nicholas Stoller (regizor); Andrew Cohen, Brendan O'Brien (scenariu); Seth Rogen, Zac Efron, Rose Byrne, Dave Franco, Christopher Mintz-Plasse, Lisa Kudrow, Craig Roberts, Ike Barinholtz, Jake Johnson | Comedy                                     | [ 81 ] |
| M A I         | 16       | Godzilla                            | Warner Bros. / Legendary Pictures                | Gareth Edwards (regizor); Max Borenstein, Dave Callaham, Frank Darabont (scenariu); Aaron Taylor-Johnson, Elizabeth Olsen, Bryan Cranston, Juliette Binoche, David Strathairn, Sally Hawkins, Ken Watanabe, CJ Adams, Akira Takarada, Brian Markinson, Richard T. Jones, Patrick Sabongui, Victor Rasuk, Jared Keeso, Al Sapienza                                                               | Action, Adventure, Sci-Fi                  | [ 82 ] |
| M A I         | 16       | Million Dollar Arm                  | Walt Disney Pictures                             | Craig Gillespie (regizor); Tom McCarthy (scenariu); Jon Hamm, Bill Paxton, Suraj Sharma, Madhur Mittal, Alan Arkin, Lake Bell, Aasif Mandvi, Allyn Rachel, Pitobash | Biography, Drama, Sports                   | [ 83 ] |
| M A I         | 23       | Blended                             | Warner Bros.                                     | Frank Coraci (regizor); Clare Sera, Ivan Menchell (scenariu); Adam Sandler, Drew Barrymore, Joel McHale, Wendi McLendon-Covey, Terry Crews, Bella Thorne, Emma Fuhrmann, Alyvia Alyn Lind, Kevin Nealon, Susan Yeagley, Dan Patrick, Dale Steyn | Comedy, Romance                            | [ 84 ] |
| M A I         | 23       | X-Men: Days of Future Past          | 20th Century Fox / Marvel Entertainment          | Bryan Singer (regizor); Simon Kinberg (scenariu); Hugh Jackman, James McAvoy, Michael Fassbender, Patrick Stewart, Ian McKellen, Jennifer Lawrence, Nicholas Hoult, Ellen Page, Shawn Ashmore, Peter Dinklage, Halle Berry, Omar Sy, Daniel Cudmore, Fan Bingbing, Booboo Stewart, Adan Canto, Evan Peters, Josh Helman, Lucas Till                                                             | Action, Adventure, Science Fiction         | [ 85 ] |
| M A I         | 30       | Maleficent                          | Walt Disney Pictures                             | Robert Stromberg (regizor); Paul Dini, Linda Woolverton (scenariu); Angelina Jolie, Imelda Staunton, Brenton Thwaites, Juno Temple, Elle Fanning, Sharlto Copley, Lesley Manville, Miranda Richardson, Sam Riley, Peter Capaldi, Kenneth Cranham, Vivienne Jolie-Pitt, Angus Wright | Fantasy                                    | [ 86 ] |
| M A I         | 30       | A Million Ways to Die in the West   | Universal Studios                                | Seth MacFarlane (regizor/scenariu); Alec Sulkin, Wellesley Wild (scenariu); Seth MacFarlane, Liam Neeson, Charlize Theron, Neil Patrick Harris, Sarah Silverman, Giovanni Ribisi, Amanda Seyfried, Rex Linn, Allyn Rachel, Ralph Garman, Gilbert Gottfried, Bill Maher | Comedy, Western                            | [ 88 ] |
| I U N I E     | 6        | Edge of Tomorrow                    | Warner Bros.                                     | Doug Liman (regizor); Dante Harper, Christopher McQuarrie, Jez Butterworth, John-Henry Butterworth (scenariu); Tom Cruise, Emily Blunt, Bill Paxton, Jonas Armstrong, Kick Gurry, Charlotte Riley, Franz Drameh, Jeremy Piven, Dragomir Mrsic | Action, Sci-Fi                             | [ 89 ] |
| I U N I E     | 6        | The Fault in Our Stars              | 20th Century Fox                                 | Josh Boone (regizor); Scott Neustadter, Michael H. Weber (scenariu); Shailene Woodley, Ansel Elgort, Sam Trammell, Nat Wolff, Mike Birbiglia, Laura Dern, Willem Dafoe | Drama                                      | [ 90 ] |
| I U N I E     | 13       | 22 Jump Street                      | Columbia Pictures / MGM                          | Phil Lord, Chris Miller (regizor); Michael Bacall, Jonah Hill (scenariu); Channing Tatum, Jonah Hill, Ice Cube, Amber Stevens, Nick Offerman, Dave Franco, Rob Riggle, Peter Stormare, Richard Grieco, Brad Pitt | Action, Comedy                             | [ 91 ] |
| I U N I E     | 13       | How to Train Your Dragon 2          | 20th Century Fox / DreamWorks Animation          | Dean DeBlois (regizor/scenariu); Jay Baruchel, Gerard Butler, Craig Ferguson, America Ferrera, Jonah Hill, Christopher Mintz-Plasse, T. J. Miller, Kristen Wiig, Kit Harington, Djimon Hounsou, Cate Blanchett | Action, Adventure, Comedy, Fantasy, Family | [ 92 ] |
| I U N I E     | 13       | The Rover                           | A24 Films                                        | David Michôd (regizor/scenariu); Guy Pearce, Robert Pattinson, Scoot McNairy, Gillian Jones | Thriller                                   | [ 93 ] |
| I U N I E     | 13       | The Signal                          | Focus Features                                   | William Eubank (regizor/scenariu); Carlyle Eubank, David Frigerio (scenariu); Brenton Thwaites, Olivia Cooke, Sarah Clarke, Laurence Fishburne | Sci-Fi                                     | [ 94 ] |
| I U N I E     | 20       | Jersey Boys                         | Warner Bros.                                     | Clint Eastwood (regizor); John Logan (scenariu); John Lloyd Young, Erec Bergen, Vincent Piazza, Michael Lamenda, Christopher Walken | Drama, Musical                             | [ 95 ] |
| I U N I E     | 20       | Think Like a Man Too                | Screen Gems                                      | Tim Story (regizor); Keith Merryman, David A. Newman (scenariu); Kevin Hart, Michael Ealy, Regina Hall, Gabrielle Union, La La Anthony, Jerry Ferrara, Meagan Good, Taraji P. Henson, Terrence J, Jenifer Lewis, Romany Malco, Adam Brody, Wendi McLendon-Covey, David Walton, Gary Owen, Luenell                                                                                               | Comedy, Romance                            | [ 96 ] |
| I U N I E     | 27       | Transformers: Age of Extinction     | Paramount Pictures / Hasbro                      | Michael Bay (regizor); Ehren Kruger (scenariu); Mark Wahlberg, Jack Reynor, Nicola Peltz, Stanley Tucci, Kelsey Grammer, Sophia Myles, Li Bingbing, T.J. Miller, Lucas Black, Han Geng, Titus Welliver, Victoria Summer, Byron Li, Austin Lin, Candice Zhao, Teresa Daley, Peter Cullen, Robert Foxworth, James Remar, John DiMaggio, Ron Bottitta, Charlie Adler, Tom Kenny, Reno Wilson       | Action, Adventure, Science Fiction         | [ 97 ] |
| I U N I E     | 27       | Mrs. Brown's Boys D'Movie           | Universal Pictures / BBC Films                   | Ben Kellett (regizor); Brendan O'Carroll (scenariu); Brendan O'Carroll, Eilish O'Carroll, Nick Nevern, Paddy Houlihan, Fiona O'Carroll, Jennifer Gibney, | Comedy                                     | [ 98 ] |

### Iulie–Septembrie
| Premiera            | Premiera | Titlu                                 | Studio                                                   | Distribuție, echipa tehnică | Genr                         | Ref.    |
| ------------------- | -------- | ------------------------------------- | -------------------------------------------------------- | --- | ---------------------------- | ------- |
| I U L I E           | 2        | Deliver Us from Evil                  | Screen Gems                                              | Scott Derrickson (regizor/scenariu) Paul Harris Boardman (scenariu); Eric Bana, Edgar Ramirez, Olivia Munn, Joel McHale | Horror, Thriller             | [ 99 ]  |
| I U L I E           | 2        | Earth to Echo                         | Relativity Media                                         | Dave Green (regizor); Henry Gayden, Andrew Panay (scenariu); Astro, Teo Halm, Reese Hartwig, Ella Wahlestedt, Jason Gray-Stanford, Cassius Willis, Drake Kemper, Chris Wylde, Mary Pat Gleason, Peter Mackenzie, Tiffany Espensen, Arthur Darbinyan, Valerie Wildman, Myk Watford, Samantha Elizondo, Sonya Leslie, Virginia Louise Smith                                                                    | Adventure                    | [ 100 ] |
| I U L I E           | 2        | Tammy                                 | Warner Bros. / New Line Cinema                           | Ben Falcone (regizor/scenariu); Melissa McCarthy (scenariu); Melissa McCarthy, Susan Sarandon, Kathy Bates, Dan Aykroyd, Allison Janney, Sandra Oh, Toni Collette, Mark Duplass, Gary Cole, Nat Faxon, Ben Falcone | Comedy                       | [ 101 ] |
| I U L I E           | 11       | Boyhood                               | IFC Films                                                | Richard Linklater (director, screenplay); Ethan Hawke, Patricia Arquette, Ellar Coltrane | Drama                        | [ 102 ] |
| I U L I E           | 11       | Dawn of the Planet of the Apes        | 20th Century Fox                                         | Matt Reeves (regizor); Scott Z. Burns, Rick Jaffa, Amanda Silver, Mark Bomback (scenariu); Andy Serkis, Jason Clarke, Kodi Smit-McPhee, Gary Oldman, Keri Russell, Judy Greer, Toby Kebbell, Enrique Murciano, Kirk Acevedo | Action, Adventure, Sci-Fi    | [ 103 ] |
| I U L I E           | 17       | Tiny Times 3                          |                                                          | Guo Jingming (regizor/scenariu); Yang Mi, Amber Kuo, Guo Biting | Drama, Romance               | [ 104 ] |
| I U L I E           | 18       | Jupiter Ascending                     | Warner Bros.                                             | The Wachowskis (regizor/scenariu); Mila Kunis, Channing Tatum, Eddie Redmayne, Sean Bean, Douglas Booth, Tuppence Middleton, Doona Bae, James D'Arcy, Tim Pigott-Smith, Terry Gilliam | Sci-Fi                       | [ 105 ] |
| I U L I E           | 18       | Planes: Fire & Rescue                 | Walt Disney Pictures                                     | Roberts Gannaway (regizor); Dane Cook, Julie Bowen | Family                       | [ 106 ] |
| I U L I E           | 18       | The Purge: Anarchy                    | Universal Pictures                                       | James DeMonaco (regizor/scenariu); Frank Grillo, Michael K. Williams, Zach Gilford, Carmen Ejogo, Kiele Sanchez, Chad Morgan | Thriller                     | [ 107 ] |
| I U L I E           | 18       | Wish I Was Here                       | Focus Features                                           | Zach Braff (regizor/scenariu); Adam J. Braff (scenariu); Zach Braff, Kate Hudson, Jim Parsons, Mandy Patinkin, Ashley Greene, Joey King | Drama, Comedy                | [ 108 ] |
| I U L I E           | 19       | The Cocoon of Destruction and Diancie | OLM, Inc./Toho                                           | Kunihiko Yuyama (regizor); Rica Matsumoto, Yūki Kaji, Mariya Ise, Mayuki Makiguchi, Ikue Ōtani, Megumi Hayashibara, Shin-ichiro Miki, Inuko Inyuma, Unshō Ishizuka | Anime, Adventure             |         |
| I U L I E           | 25       | Sex Tape                              | Columbia Pictures                                        | Jake Kasdan (regizor); Kate Angelo (scenariu); Jason Segel, Cameron Diaz, Rob Corddry, Jack Black, Rob Lowe, Ellie Kemper | Comedy                       | [ 109 ] |
| I U L I E           | 25       | Hercules                              | Paramount Pictures / MGM                                 | Brett Ratner (regizor); Ryan Condal, Evan Spiliotopoulos (scenariu); Dwayne Johnson, Aksel Hennie, Rufus Sewell, Ian McShane, Joseph Fiennes, John Hurt, Rebecca Ferguson, Reece Ritchie, Tobias Santelmann, Steve Peacocke, Ingrid Bolsø Berdal | Action, Adventure            | [ 110 ] |
| I U L I E           | 25       | Step Up All In                        | Summit Entertainment                                     | Trish Sie (regizor); John Swetnam (scenariu); Ryan Guzman, Briana Evigan, Adam Sevani, Misha Gabriel, Alyson Stoner, Stephen 'tWitch' Boss, Mari Koda, Chris Scott, Luis Rosado, Chadd Smith, Martin Lombard, Facundo Lombard, Marc 'Marvelous' Inniss, Nolan Padilla, Phillip Chbeeb, Bianca Brewton, Tony Bellissimo, Josue 'Beastmode' Figueroa, Brandy Lamkim                                            | Dance, Drama                 | [ 111 ] |
| I U L I E           | 27       | Ang Sugo: The Last Messenger          | Iglesia Ni Cristo                                        | Tikoy Aguiluz (regizor); Arlyn Dela Cruz (scenariu); Richard Gomez, Albert Martinez, Gabby Concepcion, Dawn Zulueta, Snooky Serna, Gladys Reyes, Cesar Montano, Joko Diaz, Christopher Roxas, Eddie Garcia, Jacklyn Jose, Caridad Sanchez, Pen Medina, Jay Manalo, Liza Loerna, Tommy Abuel, Ejay Falcon, Alesandra de Rosi, Paolo Contos, Antonio Aquitana, Regine Angeles, Bayani Agbayani, Roxanne Guinoo | Epic Historical Biographical | [ 112 ] |
| A U G U S T         | 1        | Get on Up                             | Universal Pictures                                       | Tate Taylor (regizor); Jez Butterworth, John-Henry Butterworth (scenariu); Chadwick Boseman, Viola Davis, Octavia Spencer, Nelsan Ellis, Dan Aykroyd, Jill Scott | Drama, Biography, Musical    | [ 113 ] |
| A U G U S T         | 1        | Guardians of the Galaxy               | Marvel Studios                                           | James Gunn (regizor/scenariu); Chris McCoy, Nicole Perlman (scenariu); Chris Pratt, Zoe Saldana, Dave Batista, Bradley Cooper, Vin Diesel, Djimon Hounsou, Glenn Close, John C. Reilly, Benicio Del Toro, Karen Gillan, Michael Rooker, Lee Pace, Ophelia Lovibond, Lloyd Kaufman, Peter Serafinowicz, Alexis Denisof                                                                                        | Action, Adventure, Sci-Fi    | [ 114 ] |
| A U G U S T         | 8        | Into the Storm                        | Warner Bros. / New Line Cinema                           | Steven Quale (regizor); John Swetnam (scenariu); Richard Armitage, Sarah Wayne Callies, Matt Walsh, Nathan Kress, Arlen Escarpeta, Jeremy Sumpter, Kyle Davis, Jon Reep | Action, Adventure, Thriller  | [ 115 ] |
| A U G U S T         | 8        | Lucy                                  | Universal Pictures                                       | Luc Besson (regizor/scenariu); Scarlett Johansson, Morgan Freeman | Action, Adventure, Sci-Fi    | [ 116 ] |
| A U G U S T         | 8        | Teenage Mutant Ninja Turtles          | Paramount Pictures / Nickelodeon Movies / Platinum Dunes | Jonathan Liebesman (regizor); Josh Appelbaum, Andre Nemec, Art Marcum, Matt Holloway, John Fusco (scenariu); Megan Fox, Johnny Knoxville, Pete Ploszek, Jeremy Howard, Noel Fisher, Alan Ritchson, Tony Shalhoub, Danny Woodburn, Will Arnett, William Fichtner, Whoopi Goldberg | Action, Adventure            | [ 118 ] |
| A U G U S T         | 8        | The Hundred-Foot Journey              | Touchstone Pictures / DreamWorks Pictures                | Lasse Hallstrom (regizor); Steven Knight (scenariu); Helen Mirren, Manish Dayal | Drama                        | [ 119 ] |
| A U G U S T         | 13       | Let's Be Cops                         | 20th Century Fox                                         | Luke Greenfield (regizor/scenariu); Nicholas Thomas (scenariu); Jake Johnson, Andy García, Damon Wayans, Jr., Angela Kerecz, Nina Dobrev, James D'Arcy, Rob Riggle, Keegan-Michael Key, Jon Lajoie, Anna Colwell | Action, Comedy               | [ 120 ] |
| A U G U S T         | 15       | As Above, So Below                    | Universal Pictures / Legendary Pictures                  | John Erick Dowdle (regizor/scenariu); Drew Dowdle (scenariu) | Psychological Thriller       | [ 121 ] |
| A U G U S T         | 15       | The Expendables 3                     | Lionsgate                                                | Patrick Hughes (regizor); Sylvester Stallone, Jason Statham, Antonio Banderas, Jet Li, Wesley Snipes, Dolph Lundgren, Kelsey Grammer, Terry Crews, Randy Couture, Kellan Lutz, Ronda Rousey, Glen Powell, Victor Ortiz, Mel Gibson, Harrison Ford, Arnold Schwarzenegger | Action                       | [ 122 ] |
| A U G U S T         | 15       | The Giver                             | The Weinstein Company                                    | Philip Noyce (regizor); Vadim Perelman (scenariu); Jeff Bridges, Brenton Thwaites, Meryl Streep, Alexander Skarsgård, Katie Holmes, Taylor Swift, Odeya Rush, Cameron Monaghan | Drama, Sci-Fi                | [ 123 ] |
| A U G U S T         | 22       | If I Stay                             | Warner Bros. / MGM                                       | R.J. Cutler (regizor); Shauna Cross (scenariu); Chloë Grace Moretz, Mireille Enos, Lauren Lee Smith, Liana Liberato, Jamie Blackley, Aliyah O'Brien, Joshua Leonard, Jakob Davies | Drama, Thriller              | [ 124 ] |
| A U G U S T         | 22       | Sin City: A Dame to Kill For          | Dimension Films                                          | Frank Miller, Robert Rodriguez (regizor/scenariu); William Monahan (scenariu); Bruce Willis, Jessica Alba, Mickey Rourke, Rosario Dawson, Powers Boothe, Eva Green, Ray Liotta, Christopher Meloni, Lady Gaga, Josh Brolin, Crystal McCahill, Joseph Gordon-Levitt, Jaime King, Stacy Keach, Jamie Chung, Dennis Haysbert, Marton Csokas, Alexa Vega, Jeremy Piven, Juno Temple, James Marsden               | Action, Crime                | [ 125 ] |
| A U G U S T         | 29       | Jane Got a Gun                        | Relativity Media                                         | Gavin O'Connor (regizor); Brian Duffield (scenariu); Natalie Portman, Noah Emmerich, Joel Edgerton, Ewan McGregor | Western                      | [ 126 ] |
| A U G U S T         | 29       | Jessabelle                            | Lionsgate                                                | Kevin Greutert (regizor); Robert Ben Garant (scenariu); Sarah Snook, Mark Webber, Joelle Carter, David Andrews, Amber Stevens, Ana de la Reguera | Horror, Thriller             | [ 127 ] |
| A U G U S T         | 29       | The Loft                              | Universal Pictures                                       | Erik Van Looy (regizor); Wesley Strick (scenariu); Karl Urban, James Marsden, Wentworth Miller, Eric Stonestreet, Matthias Schoenaerts, Isabel Lucas, Rachael Taylor, Rhona Mitra | Thriller                     | [ 128 ] |
| A U G U S T         | 29       | Life of Crime                         | The Gotham Group / Image Nation                          | Daniel Schechter (regizor/scenariu); Elmore Leonard (scenariu); Jennifer Aniston, Tim Robbins, Isla Fisher, John Hawkes, Mos Def, Mark Boone Junior, Will Forte, Charlie Tahan | Crime - Comedy               | [ 129 ] |
| S E P T E M B R I E | 5        | Addicted                              | Lionsgate                                                | Bille Woodruff (regizor); Christina Welsh (scenariu); Sharon Leal, Boris Kodjoe, Tyson Beckford | Action, Drama                | [ 130 ] |
| S E P T E M B R I E | 5        | Dark Places                           | Mandalay Pictures                                        | Gilles Paquet-Brenner (regizor); Charlize Theron, Nicholas Hoult, Chloë Grace Moretz, Christina Hendricks, Tye Sheridan, Corey Stoll, Andrea Roth, Sean Bridgers, Drea de Matteo | Thriller                     | [ 131 ] |
| S E P T E M B R I E | 5        | The Green Inferno                     | Worldview Entertainment / Open Road Films                | Eli Roth (regizor/scenariu); Lorenza Izzo, Ariel Levy, Sky Ferreira, Daryl Sabara | Horror, Thriller             | [ 132 ] |
| S E P T E M B R I E | 10       | The Good Lie                          | Warner Bros.                                             | Philippe Falardeau (regizor); Margaret Nagle (scenariu); Reese Witherspoon, Corey Stoll, Sarah Baker | Drama                        | [ 133 ] |
| S E P T E M B R I E | 12       | No Good Deed                          | Screen Gems                                              | Sam Miller (regizor); Aimee Lagos (scenariu); Idris Elba, Taraji P. Henson, Henry Simmons | Crime                        | [ 134 ] |
| S E P T E M B R I E | 12       | Search Party                          | Universal Pictures                                       | Scot Armstrong (regizor/scenariu); Mike Gagerman, Andrew Waller (scenariu); T.J. Miller, Adam Pally, Thomas Middleditch, Shannon Woodward, Alison Brie | Comedy                       | [ 135 ] |
| S E P T E M B R I E | 12       | This Is Where I Leave You             | Warner Bros.                                             | Shawn Levy (regizor); Jonathan Tropper (scenariu); Jason Bateman, Tina Fey, Jane Fonda, Corey Stoll, Rose Byrne, Ari Graynor, Kathryn Hahn, Adam Driver, Connie Britton, Timothy Olyphant, Abigail Spencer, Ben Schwartz | Comedy                       | [ 136 ] |
| S E P T E M B R I E | 19       | A Walk Among the Tombstones           | Universal Pictures                                       | Scott Frank (regizor/scenariu); Liam Neeson, Dan Stevens, Ruth Wilson, Boyd Holbrook | Crime                        | [ 137 ] |
| S E P T E M B R I E | 19       | The Drop                              | Fox Searchlight Pictures                                 | Michaël R. Roskam (regizor); Dennis Lehane (scenariu); Tom Hardy, Noomi Rapace, James Gandolfini, Matthias Schoenaerts, John Ortiz, Ann Dowd, James Frecheville | Drama                        | [ 138 ] |
| S E P T E M B R I E | 19       | Dolphin Tale 2                        | Warner Bros.                                             | Charles Martin Smith (regizor/scenariu); Winter (dolphin), Nathan Gamble, Harry Connick, Jr., Ashley Judd, Kris Kristofferson, Morgan Freeman, Austin Stowell, Bethany Hamilton, Juliana Harkavy, Cozi Zuehlsdorff, Lee Karlinsky | Family                       | [ 139 ] |
| S E P T E M B R I E | 19       | The Maze Runner                       | 20th Century Fox                                         | Wes Ball (regizor); James Dashner (scenariu); Dylan O'Brien, Will Poulter, Thomas Sangster, Aml Ameen, Kaya Scodelario, Ki Hong Lee, Blake Cooper, Patricia Clarkson | Sci-Fi, Drama                | [ 140 ] |
| S E P T E M B R I E | 19       | When the Game Stands Tall             | TriStar Pictures                                         | Thomas Carter (regizor); Scott Marshall Smith (scenariu); Jim Caviezel, Laura Dern, Michael Chiklis, Alexander Ludwig | Sports                       | [ 141 ] |
| S E P T E M B R I E | 26       | Laggies                               | A24 Films                                                | Lynn Shelton (regizor); Andrea Seigel (scenariu); Chloë Grace Moretz, Keira Knightley, Sam Rockwell, Tiya Sircar, Mark Webber, Kaitlyn Dever | Dark Comedy, Drama           | [ 142 ] |
| S E P T E M B R I E | 26       | The Boxtrolls                         | Focus Features / Laika                                   | Anthony Stacchi, Graham Annable (directors); Ben Kingsley, Toni Collette, Elle Fanning, Isaac Hempstead-Wright, Jared Harris, Simon Pegg, Nick Frost, Richard Ayoade, Tracy Morgan | Comedy                       | [ 143 ] |
| S E P T E M B R I E | 26       | The Equalizer                         | Columbia Pictures                                        | Antoine Fuqua (regizor); Richard Wenk (scenariu); Denzel Washington, Chloë Grace Moretz, Marton Csokas, Melissa Leo, David Meunier, Haley Bennett | Action, Thriller             | [ 144 ] |

### Octombrie–Decembrie
| Premiera          | Premiera | Titlu                                                       | Studio                                                 | Distribuție, echipa tehnică | Gen                             | Ref.            |
| ----------------- | -------- | ----------------------------------------------------------- | ------------------------------------------------------ | --- | ------------------------------- | --------------- |
| O C T O M B R I E | 3        | Annabelle                                                   | Warner Bros. / New Line Cinema                         | John R. Leonetti (regizor); Gary Dauberman (scenariu); Annabelle Wallis, Ward Horton, Eric Ladin, Brian Howe, Alfre Woodard | Horror                          | [ 145 ]         |
| O C T O M B R I E | 3        | Gone Girl                                                   | 20th Century Fox                                       | David Fincher (regizor); Gillian Flynn (scenariu); Ben Affleck, Rosamund Pike, Tyler Perry, Neil Patrick Harris, Emily Ratajkowski, Kim Dickens, Patrick Fugit, Carrie Coon | Thriller                        | [ 146 ]         |
| O C T O M B R I E | 3        | Left Behind                                                 | Samuel Goldwyn Films                                   | Vic Armstrong (regizor); Paul LaLonde, John Patus (scenariu); Nicolas Cage, Chad Michael Murray, Cassi Thomson, Nicky Whelan, Jordin Sparks, Lance E. Nichols | Biblical epic, Thriller         |                 |
| O C T O M B R I E | 10       | Alexander and the Terrible, Horrible, No Good, Very Bad Day | Walt Disney Pictures                                   | Miguel Arteta (regizor); Rob Lieber (scenariu); Steve Carell, Jennifer Garner, Ed Oxenbould, Bella Thorne | Comedy                          | [ 147 ]         |
| O C T O M B R I E | 10       | The Interview                                               | Columbia Pictures                                      | Seth Rogen, Evan Goldberg (directors/screenplay); Dan Sterling (scenariu); Seth Rogen, James Franco, Lizzy Caplan | Comedy                          | [ 148 ]         |
| O C T O M B R I E | 10       | The Judge                                                   | Warner Bros.                                           | David Dobkin (regizor); Robert Downey Jr., Robert Duvall, Vera Farmiga, Billy Bob Thornton, Vincent D'Onofrio, Leighton Meester, Jeremy Strong, Ian Nelson, Dax Shepard | Comedy, Drama                   | [ 149 ]         |
| O C T O M B R I E | 10       | Kill the Messenger                                          | Focus Features                                         | Michael Cuesta (regizor); Peter Landsman (scenariu); Jeremy Renner, Barry Pepper, Mary Elizabeth Winstead, Rosemarie DeWitt, Ray Liotta | Crime, Drama                    | [ 150 ]         |
| O C T O M B R I E | 17       | Book of Life                                                | 20th Century Fox                                       | Jorge R. Gutierrez (regizor/scenariu); Doug Langdale (scenariu); Christina Applegate, Diego Luna, Zoe Saldana, Channing Tatum, Cheech Marin, Danny Trejo | Action                          | [ 151 ]         |
| O C T O M B R I E | 17       | Dracula Untold                                              | Universal Pictures                                     | Gary Shore (regizor); Matt Sazama, Burk Sharpless (scenariu); Luke Evans, Sarah Gadon, Dominic Cooper, Samantha Barks, Zach McGowan, Thor Krisjansson, Art Parkinson, Laura McKeating | Horror, Thriller                | [ 152 ]         |
| O C T O M B R I E | 17       | The Best of Me                                              | Relativity Media                                       | Michael Hoffman (regizor/scenariu); Will Fetters, J Mills Goodloe (scenariu); | Drama                           | [ 153 ]         |
| O C T O M B R I E | 24       | Ouija                                                       | Universal Pictures / Hasbro / Platinum Dunes           | Stiles White (regizor/scenariu); Juliet Snowden (scenariu); Douglas Smith, Olivia Cooke, Daren Kagasoff, Vivis Colombetti, Ana Coto, Erin Moriarty, Bianca Santos | Horror                          | [ 154 ]         |
| O C T O M B R I E | 24       | Paranormal Activity 5                                       | Paramount Pictures                                     | Gregory Plotkin (regizor); Jason Pagan, Andrew Stark (scenariu) | Horror                          | [ 155 ]         |
| O C T O M B R I E | 24       | The Secret Service                                          | 20th Century Fox                                       | Matthew Vaughn (regizor/scenariu); Jane Goldman (scenariu); Colin Firth, Michael Caine, Samuel L. Jackson, Taron Egerton, Adele, Mark Hamill | Action-adventure                | [ 156 ]         |
| N O I E M B R I E | 7        | Big Hero 6                                                  | Walt Disney Pictures / Walt Disney Animation Studios   | Don Hall (regizor/scenariu), Chris Williams (regizor); Jordan Roberts (scenariu); T. J. Miller | Adventure, Animation, Comedy    | [ 157 ]         |
| N O I E M B R I E | 7        | Interstellar                                                | Paramount Pictures / Warner Bros. / Legendary Pictures | Christopher Nolan (regizor/scenariu); Jonathan Nolan (scenariu); Matthew McConaughey, Anne Hathaway, Michael Caine, Jessica Chastain, Matt Damon, Ellen Burstyn, John Lithgow, Elyes Gabel, Wes Bentley, Topher Grace, Bill Irwin, Casey Affleck, Mackenzie Foy, David Oyelowo, David Gyasi, Timothée Chalamet | Adventure, Sci-Fi               | [ 158 ]         |
| N O I E M B R I E | 14       | Blackbird                                                   | Relativity Media                                       | Gina Prince-Bythewood (regizor/scenariu); Gugu Mbatha-Raw, Nate Parker, Minnie Driver, MGK, Danny Glover | Drama                           | [ 159 ]         |
| N O I E M B R I E | 14       | Dumb and Dumber To                                          | Universal Pictures                                     | Peter Farrelly, Bobby Farrelly (directors/screenplay); Sean Anders, John Morris, Bennett Yellin, Mike Cerrone (scenariu); Jim Carrey, Jeff Daniels, Kathleen Turner, Laurie Holden, Cam Neely, Milan Lucic, Brady Bluhm, Steve Tom, Rachel Melvin, Connie Sawyer, Rob Riggle, Jennifer Lawrence | Comedy                          | [ 160 ]         |
| N O I E M B R I E | 14       | Fury                                                        | Columbia Pictures                                      | David Ayer (regizor/scenariu); Brad Pitt, Shia LaBeouf, Logan Lerman, Michael Pena, Jon Bernthal, Scott Eastwood, Jason Isaacs | Action, Adventure, War          | [ 161 ]         |
| N O I E M B R I E | 14       | November Man                                                |                                                        | Roger Donaldson (regizor); Michael Finch, Karl Gajdusek (scenariu); Pierce Brosnan, Olga Kurylenko, Luke Bracey, Bill Smitrovich, Will Patton, Eliza Taylor | Action, Thriller                | [ 162 ] [ 163 ] |
| N O I E M B R I E | 21       | McFarland                                                   | Walt Disney Pictures                                   | Niki Caro (regizor); William Broyles Jr., Grant Thompson (scenariu); Kevin Costner, Maria Bello, Morgan Saylor | Sports drama                    | [ 164 ]         |
| N O I E M B R I E | 21       | The Hunger Games: Mockingjay – Part 1                       | Lionsgate                                              | Francis Lawrence (regizor); Danny Strong (scenariu); Jennifer Lawrence, Josh Hutcherson, Woody Harrelson, Julianne Moore, Donald Sutherland, Philip Seymour Hoffman, Natalie Dormer, Liam Hemsworth, Elizabeth Banks, Stanley Tucci, Jeffrey Wright, Lily Rabe, Stef Dawson, Robert Knepper | Action, Adventure, Sci-Fi, Teen | [ 165 ]         |
| N O I E M B R I E | 26       | Home                                                        | 20th Century Fox / DreamWorks Animation                | Tim Johnson (regizor); Tom J. Astle, Matt Ember (scenariu); Jim Parsons, Rihanna, Jennifer Lopez, Steve Martin | Comedy                          | [ 166 ]         |
| N O I E M B R I E | 26       | Horrible Bosses 2                                           | Warner Bros. / New Line Cinema                         | Sean Anders (regizor); Michael Markowitz, John Francis Daley, Jonathan Goldstein (scenariu); Jason Bateman, Charlie Day, Jason Sudeikis, Kevin Spacey, Jennifer Aniston, Christoph Waltz, Jamie Foxx, Chris Pine | Comedy                          | [ 167 ]         |
| D E C E M B R I E | 12       | Exodus: Gods and Kings                                      | 20th Century Fox                                       | Ridley Scott (regizor); Steve Zaillian, Adam Cooper, Bill Collage (scenariu); Christian Bale, Sigourney Weaver, Ben Kingsley, John Turturro, Joel Edgerton, Aaron Paul | Drama, Biblical Epic            | [ 168 ]         |
| D E C E M B R I E | 12       | Inherent Vice                                               | Warner Bros.                                           | Paul Thomas Anderson (regizor/scenariu); Joaquin Phoenix, Josh Brolin, Owen Wilson, Katherine Waterston, Reese Witherspoon, Benicio del Toro | Comedy, Crime                   | [ 169 ]         |
| D E C E M B R I E | 12       | Paddington                                                  | The Weinstein Company                                  | Paul King (regizor/scenariu); Colin Firth, Nicole Kidman, Hugh Bonneville, Sally Hawkins, Jim Broadbent, Julie Walters, Peter Capaldi | Family                          | [ 170 ]         |
| D E C E M B R I E | 17       | The Hobbit: There and Back Again                            | Warner Bros. / New Line Cinema / MGM                   | Peter Jackson (regizor/scenariu); Fran Walsh, Philippa Boyens, Guillermo del Toro (scenariu); Martin Freeman, Ian McKellen, Richard Armitage, Cate Blanchett, Orlando Bloom, Evangeline Lilly, Lee Pace, Luke Evans, Graham McTavish, Ken Stott, Aidan Turner, Dean O'Gorman, Hugo Weaving, Christopher Lee, Sylvester McCoy, Mikael Persbrandt, Stephen Fry, Billy Connolly, Mark Hadlow, Jed Brophy, Adam Brown, John Callen, Peter Hambleton, William Kircher, James Nesbitt, Stephen Hunter, Benedict Cumberbatch, Ian Holm, Manu Bennett, John Bell, Conan Stevens | Adventure, Fantasy              | [ 171 ] [ 172 ] |
| D E C E M B R I E | 19       | Annie                                                       | Columbia Pictures                                      | Will Gluck (regizor/scenariu); Emma Thompson, Aline Brosh McKenna (scenariu); Quvenzhané Wallis, Jamie Foxx, Cameron Diaz, Rose Byrne, Bobby Cannavale, Adewale Akinnuoye-Agbaje, Tracie Thoms, Dorian Missick | Comedy, Drama, Musical          | [ 173 ]         |
| D E C E M B R I E | 19       | Night at the Museum 3                                       | 20th Century Fox                                       | Shawn Levy (regizor); Robert Ben Garant, Thomas Lennon (scenariu); Ben Stiller, Robin Williams, Dan Stevens, Owen Wilson, Ricky Gervais, Skyler Gisondo, Rebel Wilson, Ben Kingsley | Comedy, Fantasy                 | [ 174 ]         |
| D E C E M B R I E | 25       | Hot Tub Time Machine 2                                      | MGM / Paramount Pictures                               | Steve Pink (regizor); Josh Heald (scenariu); Craig Robinson, Adam Scott, Rob Corddry, Chevy Chase, Gillian Jacobs, Clark Duke | Comedy                          | [ 175 ]         |
| D E C E M B R I E | 25       | Into the Woods                                              | Walt Disney Pictures                                   | Rob Marshall (regizor); James Lapine (scenariu); Johnny Depp, Meryl Streep, Emily Blunt, Chris Pine, Tracey Ullman, Billy Magnussen, Anna Kendrick, Christine Baranski, James Corden, Tammy Blanchard, Daniel Huttlestone, Lucy Punch, Mackenzie Mauzy | Musical, Fantasy                | [ 176 ]         |
| D E C E M B R I E | 25       | Unbroken                                                    | Universal Pictures                                     | Angelina Jolie (regizor); Joel Coen, Ethan Coen, Richard LaGravenese, William Nicholson (scenariu); Jack O'Connell, Miyavi, Domhnall Gleeson, Finn Wittrock, Garrett Hedlund, Jai Courtney, Alex Russell | Drama, War                      | [ 177 ]         |
| D E C E M B R I E | 25       | Untitled Cameron Crowe Project                              | Columbia Pictures                                      | Cameron Crowe (regizor/scenariu); Bradley Cooper, Emma Stone, Rachel McAdams, Bill Murray, John Krasinski, Danny McBride, Jay Baruchel | Comedy, Drama                   | [ 178 ]         |

## Filmele cu cele mai mari încasări
| Poziție | Titlu                                 | Studio                   | Încasări mondiale |
| ------- | ------------------------------------- | ------------------------ | ----------------- |
| 1       | Transformers: Exterminarea            | Paramount                | $1,104,054,072    |
| 2       | Hobbitul: Bătălia celor cinci armate  | Warner Bros.             | $956,019,788      |
| 3       | Gardienii galaxiei                    | Disney                   | $773,312,399      |
| 4       | Maleficent                            | Disney                   | $758,539,785      |
| 5       | Jocurile Foamei: Revolta - Partea I   | Lionsgate                | $755,356,711      |
| 6       | X-Men: Viitorul este trecut           | 20th Century Fox         | $747,862,775      |
| 7       | Căpitanul America: Războinicul iernii | Disney                   | $714,421,503      |
| 8       | Planeta Maimuțelor: Revoluție         | 20th Century Fox         | $710,644,566      |
| 9       | Uimitorul Om-Păianjen 2               | Sony Pictures            | $708,982,323      |
| 10      | Interstellar: Călătorind prin univers | Paramount / Warner Bros. | $675,120,017      |